# Onde Está Meu Coração
Onde Está Meu Coração é uma série de televisão brasileira exibida originalmente pela plataforma de streaming Globoplay. Foi disponibilizada em 4 de maio de 2021 na plataforma com 10 episódios. Escrita por George Moura e Sergio Goldenberg, com colaboração de Laura Rissin e Matheus Souza, contou com a direção de Noa Bressane. Sob a direção artística de Luísa Lima e supervisão artística de José Luiz Villamarim.
Pela atuação de Letícia Colin a série foi indicada a 50.ª edição do Emmy Internacional em 2022.

## Exibição
A TV Globo promoveu uma exibição do primeiro episódio no dia 3 de maio de 2021, em Tela Quente. E no dia 4, a temporada foi disponibilizada no Globoplay.
Foi exibida na TV Globo de 31 de janeiro até 04 de abril de 2023, às terças-feiras, logo após o Big Brother Brasil 23.

### Exibição internacional
No mercado alemão, estreou em fevereiro de 2020 no Festival de Berlim na seção Market Screenings e rendeu elogios à atuação de Letícia Colin.

## Elenco

### Principal
| Intérprete         | Personagem                    |
| ------------------ | ----------------------------- |
| Letícia Colin      | Drª Amanda Vergueiro Meireles |
| Daniel de Oliveira | Miguel Freitas                |
| Fábio Assunção     | Dr. David Meireles            |
| Mariana Lima       | Sofia Vergueiro               |
| Manu Morelli       | Júlia Vergueiro Meireles      |
| Camila Márdila     | Vivian Rizo                   |
| Bárbara Colen      | Drª Marta Lima                |

### Recorrente
| Intérprete            | Personagem                         |
| --------------------- | ---------------------------------- |
| Rodrigo García        | Beto (5 episódios)                 |
| Lola Belli            | Amanda (criança) (5 episódios)     |
| Rodrigo dos Santos    | Adriano (4 episódios)              |
| Grace Passô           | Drª Célia (4 episódios)            |
| Ana Flavia Cavalcanti | Inês (3 episódios)                 |
| Michel Melamed        | Dr. Alexandre (3 episódios)        |
| Cacá Carvalho         | Josias (3 episódios)               |
| Bella Camero          | Camila (3 episódios)               |
| Antônio Benício       | Eugênio (3 episódios)              |
| Alice Camargo         | Júlia (criança) (4 episódios)      |
| Thiago Anderson       | David Meireles Filho (3 episódios) |

### Participações especiais
| Intérprete         | Personagem               | Episódio    |
| ------------------ | ------------------------ | ----------- |
| Susana Ribeiro     | Lauriete (mãe de Camila) | Episódio 1  |
| Magali Biff        | Gisele                   | Episódio 1  |
| Demick Lopes       | Motorista                | Episódio 1  |
| Keli Freitas       | Drª Cristiane            | Episódio 2  |
| Nelson Baskerville | Edson Rizo               | Episódio 3  |
| Mariah Teixeira    | Amiga de Beto            | Episódio 4  |
| Mariah Teixeira    | Amiga de Beto            | Episódio 5  |
| Helena Albergaria  | Drª. Lúcia               | Episódio 5  |
| Pedro Wagner       | Traficante               | Episódio 6  |
| Keli Freitas       | Drª Cristiane            | Episódio 8  |
| Nelson Baskerville | Edson Rizo               | Episódio 9  |
| Gustavo Trestini   | Dr. Rafael               | Episódio 10 |
| Clayton Olimpio    | Dr. Pedro                | Episódio 10 |
| Valéria Arbex      | Sabrina                  | Episódio 10 |

## Prêmios e indicações
| Ano  | Prêmio                   | Categoria                                | Indicado                         | Resultado | Ref.          |
| ---- | ------------------------ | ---------------------------------------- | -------------------------------- | --------- | ------------- |
| 2021 | Prêmio F5                | Melhor Série                             | George Moura e Sergio Goldenberg | Indicados | [ 11 ]        |
| 2021 | Prêmio F5                | Melhor Atriz de Série                    | Letícia Colin                    | Indicada  | [ 11 ]        |
| 2021 | Prêmio F5                | Melhor Ator de Série                     | Fabio Assunção                   | Indicado  | [ 11 ]        |
| 2021 | Melhores do Ano          | Melhor Atriz de Série                    | Letícia Colin                    | Indicada  | [ 12 ]        |
| 2021 | Prêmio Contigo! Online   | Melhor Série – TV ou Streaming           | George Moura e Sergio Goldenberg | Indicados | [ 13 ]        |
| 2021 | Prêmio Contigo! Online   | Melhor Atriz de Série                    | Letícia Colin                    | Indicada  | [ 13 ]        |
| 2021 | Prêmio Contigo! Online   | Melhor Ator de Série                     | Daniel de Oliveira               | Indicado  | [ 13 ]        |
| 2021 | Prêmio Contigo! Online   | Melhor Atriz Coadjuvante de Novela/Série | Mariana Lima                     | Indicada  | [ 13 ]        |
| 2021 | Prêmio Contigo! Online   | Melhor Ator Coadjuvante de Novela/Série  | Fábio Assunção                   | Indicado  | [ 13 ]        |
| 2021 | Prêmio APCA de Televisão | Melhor Seriado/Minissérie                | George Moura e Sergio Goldenberg | Indicados | [ 14 ] [ 15 ] |
| 2021 | Prêmio APCA de Televisão | Melhor Atriz                             | Letícia Colin                    | Venceu    | [ 14 ] [ 15 ] |
| 2022 | Emmy Internacional       | Melhor Atriz                             | Letícia Colin                    | Indicado  | [ 16 ]        |